# District de Gia Lộc
Gia Lộc est un district de la  Province de Hải Dương dans la région du delta du Fleuve Rouge au Vietnam.

## Présentation
En 2003, la population du district était de 151 177 habitants 
Il a une superficie de 122 km2. Sa capitale est Gia Lộc'. 